# 암브로시우 1세
암브로시우 1세(Ambrósio I, 1600년 ~ 1631년 3월 24일)는 17세기 콩고 왕국 마니콩고 겸 로앙고 군주국 국왕이었다. 본명(本名)은 음벰바 아야 응캉가 은티누 니미 데 암브로시우(Mbemba aya Nkanga Ntinu Nimi de Ambrósio).

## 생애
그는 알바루 2세 군왕 이복 서제 알바루 음판주 공의 슬하 3남 1녀 가운데 서장남(庶長男)이자 첫째로 출생하였으며 1614년 8월 9일, 이복 백부 알바루 2세의 붕어와 사촌 형 베르나르두 2세가 콩고 왕국 마니콩고 겸 로앙고 군주국 국왕 보위 즉위를 목도하였으며 이듬해 1615년 8월 24일, 사촌 형 베르나르두 2세가 향년 36세로 붕어 이후에는 사촌 형 베르나르두 대행군주보다 네 살 아래였던 아버지 알바루 음판주 공이 32세로 콩고 왕국 마니콩고 겸 로앙고 군주국 군왕 보위에 즉위하는 것과 아울러 이복 서숙부 페드루 2세|피에르 페드루 아폰수 공이 부왕 알바루 3세에게 후계공으로 책립되는 것을 목도하였다.
그는 슬하 1남 3녀를 두었지만 그의 자녀들은 그가 보위 등극하기 이전에 모두 어려서 병사하였다. 자녀들을 모두 병으로 먼저 여읜 그가 22세 시절이던 1622년 5월 4일, 부왕 알바루 3세가 향년 39세로 붕어하자 부왕(父王)의 보위를 이어 배다른 서숙부 피에르 페드루 아폰수 공이 50세 나이로 콩고 왕국 군왕 겸 로왕고 군주국 군왕에 즉위하는 것을 목도하였고 이후 그는 서서히 자신의 세력을 규합하였으며 1624년 4월 27일을 기하여 배다른 서숙부 페드루 2세가 향년 52세로 붕어하자 열 살 위 사촌 형 가르시아 1세가 콩고 왕국 군왕 겸 로앙고 군주국 군왕 보위에 즉위할때까지 자신의 막강한 세력을 구축하였고 같은 해 1624년 7월에 사촌 형 가르시아 1세로부터 후계공에 책립되었고 이어 같은 해 1624년 11월에는 가르시아 1세의 재가를 받아 대리청정을 이행하였으며 2년 후 1626년 3월 7일을 기하여 가르시아 1세가 향년 36세로 붕어하자 그의 보위를 이어받아 즉위하였고 즉위한 그 해 1626년 4월 26일을 기하여 이복 적제 은징가 아 응퀴우 야 알바로 아폰소 공을 왕태제로 책봉하였으며 1630년부터는 은징가 아 응퀴우 야 알바로 아폰소 왕태제에게 대리청정을 부여하였고 이듬해 1631년 3월 24일, 향년 31세로 붕어하자 대리청정이었던 은징가 아 응퀴우 야 알바로 아폰소 왕태제가 그의 보위를 이어 콩고 왕국 군왕 겸 로앙고 군주국 군왕에 즉위하였다.

## 같이 보기
- 콩고의 군주 목록
- 콩고 왕국